# Olympische Sommerspiele 2008/Leichtathletik – 400 m (Frauen)

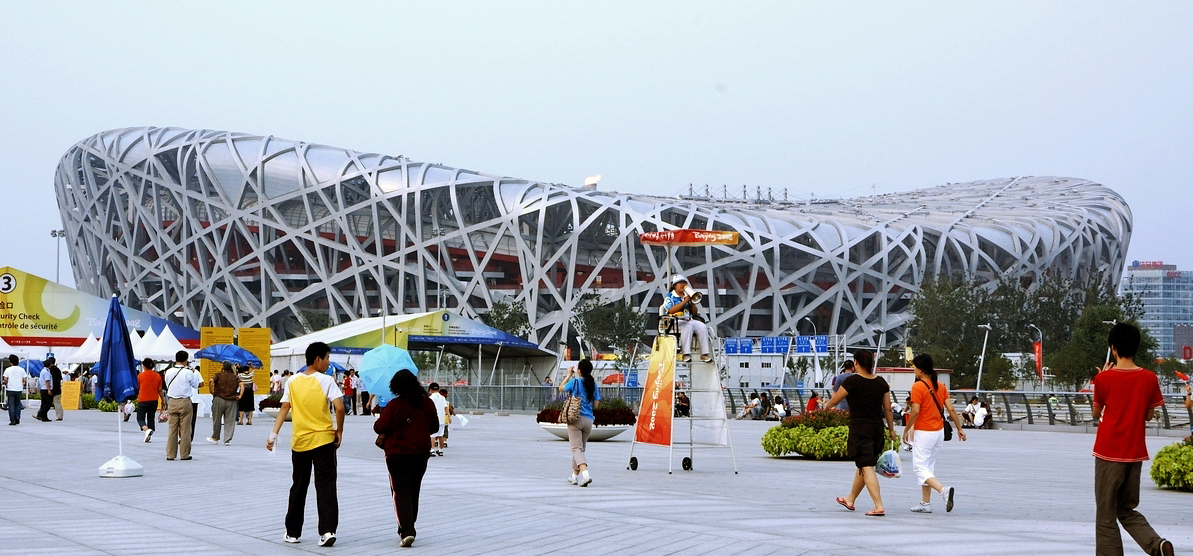
Das Vogelnest – Olympiastadion von Peking

Der 400-Meter-Lauf der Frauen bei den Olympischen Spielen 2008 in Peking wurde vom 16. bis 19. August 2008 im Nationalstadion ausgetragen. Fünfzig Athletinnen nahmen daran teil.
Olympiasiegerin wurde die Britin Christine Ohuruogu vor der Jamaikanerin Shericka Williams. Die Bronzemedaille gewann Sanya Richards aus den Vereinigten Staaten.

## Aktuelle Titelträgerinnen
| Olympiasiegerin 2004                      | Tonique Williams-Darling ( Bahamas)  | 49,41 s | Athen 2004          |
| Weltmeisterin 2007                        | Christine Ohuruogu ( Großbritannien) | 49,91 s | Ōsaka 2007          |
| Europameisterin 2006                      | Wanja Stambolowa ( Bulgarien)        | 49,85 s | Göteborg 2006       |
| Panamerikanische Meisterin 2007           | Ana Guevara ( Mexiko)                | 50,34 s | Rio de Janeiro 2007 |
| Zentralamerika und Karibik-Meisterin 2008 | Indira Terrero ( Kuba)               | 50,98 s | Cali 2008           |
| Südamerika-Meisterin 2007                 | Josiane Tito ( Brasilien)            | 52,67 s | São Paulo 2007      |
| Asienmeisterin 2007                       | Chitra Soman ( Indien)               | 53,03 s | Amman 2007          |
| Afrikameisterin 2008                      | Amantle Montsho ( Botswana)          | 49,83 s | Addis Abeba 2008    |
| Ozeanienmeisterin 2008                    | Salome Dell ( Papua-Neuguinea)       | 55,45 s | Saipan 2008         |

## Rekorde

### Bestehende Rekorde
| Weltrekord         | 47,60 s | Marita Koch ( DDR)             | Canberra, Australien   | 6. Oktober 1985 |
| Olympischer Rekord | 48,25 s | Marie-José Pérec ( Frankreich) | Finale OS Atlanta, USA | 29. Juli 1996   |

Der bestehende olympische Rekord wurde bei diesen Spielen nicht erreicht. Die schnellste Zeit erzielte die britische Olympiasiegerin Christine Ohuruogu mit 49,61 s im Finale am 19. August. Den Olympiarekord verfehlte sie dabei um 1,56 Sekunden. Zum Weltrekord fehlten ihr 2,01 Sekunden.

### Rekordverbesserungen
Es wurden vier Landesrekorde neu aufgestellt oder egalisiert:
- 50,87 s (Verbesserung) – Libania Grenot (Italien), zweiter Vorlauf am 16. August
- 60,19 s (Verbesserung) – Rachidatou Seini Maikido (Niger), dritter Vorlauf am 16. August
- 50,93 s (Egalisierung) – Aliann Pompey (Guyana), erstes Halbfinale am 17. August
- 50,83 s (Verbesserung) – Libania Grenot (Italien), drittes Halbfinale am 17. August

## Doping
In diesem Wettbewerb gab es gleich zwei Dopingsünderinnen, deren Betrug sich erst sehr viel später bei Nachkontrollen herausstellte. Beide Athletinnen kamen aus Russland.
- Anastassija Kapatschinskaja (zunächst Fünfte / auch Zweite mit der russischen 4-mal-400-Meter-Staffel) – Sie wurde als Wiederholungstäterin am 19. August 2016 nachträglich disqualifiziert, ihre Einzel-Platzierung sowie das Resultat der Staffel wurden annulliert.[6]
- Tatjana Firowa (zunächst Sechste / auch Zweite mit der russischen 4-mal-400-Meter-Staffel) – Sie wurde nachträglich als Doping-Sünderin überführt, auch ihre Einzel-Platzierung wurde neben dem Resultat der Staffel annulliert.[7]

Durch das betrügerische Verhalten der beiden Läuferinnen wurden vor allem folgende vier Wettbewerberinnen benachteiligt:
- Nicola Sanders, Großbritannien – Sie wäre über die Zeitregel im Finale startberechtigt gewesen.
- Novlene Williams, Jamaika – Sie wäre über ihre Platzierung im Finale startberechtigt gewesen.
- Makelesi Bulikiobo-Batimala, Fidschi – Sie wäre über die Zeitregel im Halbfinale startberechtigt gewesen.
- Barbara Petráhn, Ungarn – Sie wäre über ihre Platzierung im Halbfinale startberechtigt gewesen.

## Vorrunde
Es fanden sieben Vorläufe statt. Die jeweils drei ersten eines jeden Laufs (hellblau unterlegt) sowie die drei zeitschnellsten Athletinnen (hellgrün unterlegt) qualifizierten sich für die Viertelfinals.
Anmerkung:
Vorlauf 7 ist im offiziellen Bericht nicht dezidiert aufgelistet. Die in diesem Beitrag genannten Resultate dazu sind der zusammenfassenden Übersicht des offiziellen Berichts sowie den Angaben bei Olympedia
entnommen.

### Vorlauf 1
16. August 2008, 12:10 Uhr
| Platz | Name                 | Nation              | Zeit    | Anmerkung |
| ----- | -------------------- | ------------------- | ------- | --------- |
| 1     | Rosemarie Whyte      | Jamaika             | 51,00 s |           |
| 2     | Christine Amertil    | Bahamas             | 51,39 s |           |
| 3     | Muizat Ajoke Odumosu | Nigeria             | 51,45 s | PB        |
| 4     | DeeDee Trotter       | USA                 | 51,41 s |           |
| 5     | Tiandra Ponteen      | St. Kitts und Nevis | 52,41 s |           |
| 6     | Antonina Jefremowa   | Ukraine             | 53,22 s |           |

### Vorlauf 2

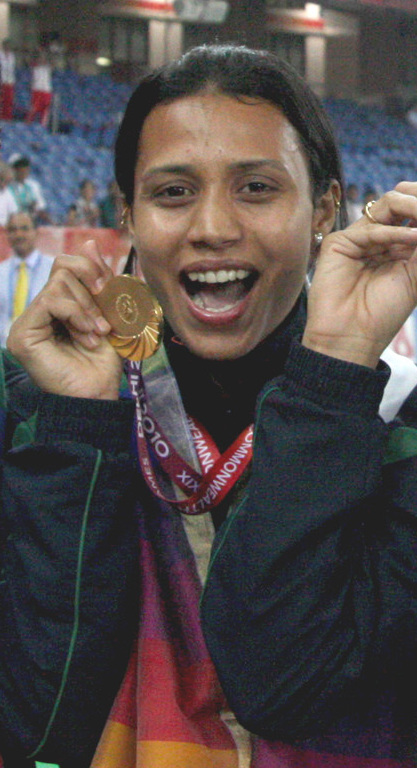
Mandeep Kaur – ausgeschieden als Sechste des zweiten Vorlaufs

16. August 2008, 12:17 Uhr
| Platz | Name                        | Nation   | Zeit    | Anmerkung                                  |
| ----- | --------------------------- | -------- | ------- | ------------------------------------------ |
| 1     | Libania Grenot              | Italien  | 50,87 s | NR                                         |
| 2     | Amantle Montsho             | Botswana | 50,91 s |                                            |
| 3     | Carline Muir                | Kanada   | 51,55 s | PB                                         |
| 4     | Indira Terrero              | Kuba     | 51,56 s |                                            |
| 5     | Makelesi Bulikiobo-Batimala | Fidschi  | 52,24 s | eigentlich für das Halbfinale qualifiziert |
| 6     | Mandeep Kaur                | Indien   | 52,88 s |                                            |
| 7     | Justine Bayigga             | Uganda   | 54,15 s |                                            |

### Vorlauf 3

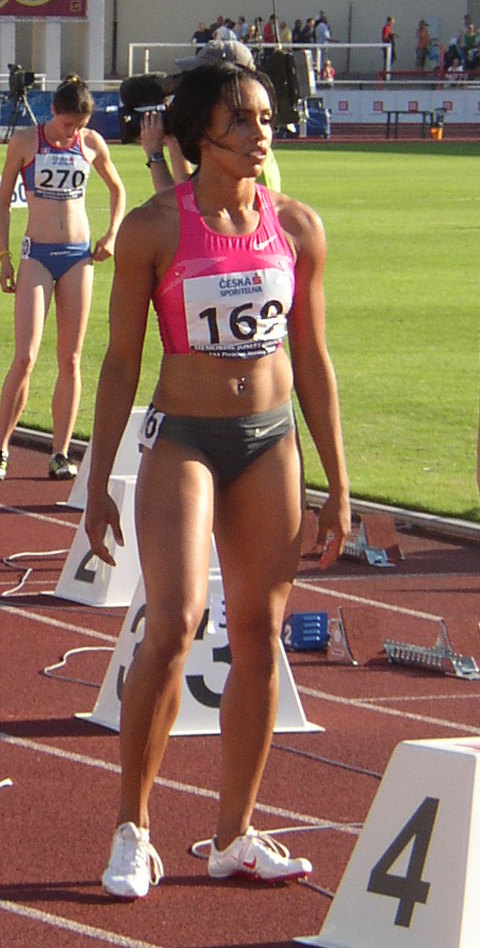
Carol Rodríguez – ausgeschieden als Vierte des dritten Vorlaufs

16. August 2008, 12:24 Uhr
| Platz | Name                        | Nation         | Zeit    | Anmerkung                                               |
| ----- | --------------------------- | -------------- | ------- | ------------------------------------------------------- |
| 1     | Mary Wineberg               | USA            | 51,46 s |                                                         |
| 2     | Lee McConnell               | Großbritannien | 51,87 s |                                                         |
| 3     | Barbara Petráhn             | Ungarn         | 53,06 s | eigentlich für das Halbfinale qualifiziert              |
| 4     | Carol Rodríguez             | Puerto Rico    | 53,08 s |                                                         |
| 5     | Ginou Etienne               | Haiti          | 53,94 s |                                                         |
| 6     | Rachidatou Seini Maikido    | Niger          | 60,19 s | NR                                                      |
| DOP   | Anastassija Kapatschinskaja | Russland       | 51,32 s | für das Halbfinale qualifiziert, später disqualifiziert |

### Vorlauf 4

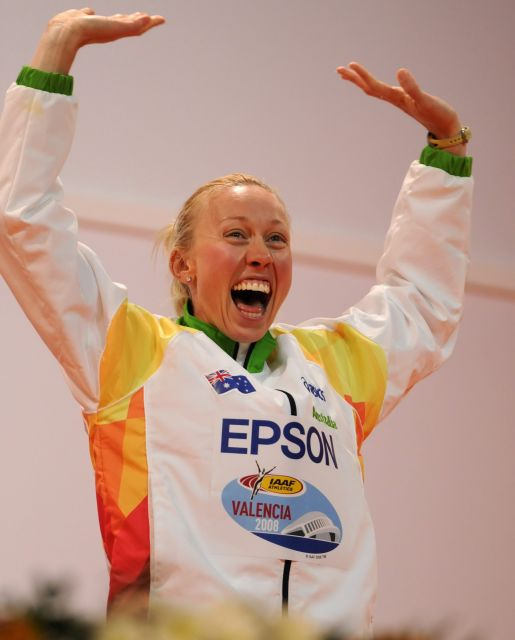
Tamsyn Lewis – ausgeschieden als Vierte des vierten Vorlaufs

16. August 2008, 12:31 Uhr
| Platz | Name                | Nation         | Zeit    |
| ----- | ------------------- | -------------- | ------- |
| 1     | Christine Ohuruogu  | Großbritannien | 51,00 s |
| 2     | Julija Guschtschina | Russland       | 51,18 s |
| 3     | Gabriela Medina     | Mexiko         | 51,96 s |
| 4     | Tamsyn Lewis        | Australien     | 52,38 s |
| 5     | Maria Laura Almirão | Brasilien      | 53,26 s |
| 6     | Joanne Cuddihy      | Irland         | 53,32 s |
| 7     | Ghada Ali           | Libyen         | 66,19 s |

### Vorlauf 5
16. August 2008, 12:38 Uhr
| Platz | Name             | Nation       | Zeit    |
| ----- | ---------------- | ------------ | ------- |
| 1     | Sanya Richards   | USA          | 50,54 s |
| 2     | Aliann Pompey    | Guyana       | 50,99 s |
| 3     | Folashade Abugan | Nigeria      | 51,45 s |
| 4     | Asami Tanno      | Japan        | 52,60 s |
| 5     | Dimitra Dova     | Griechenland | 52,69 s |
| 6     | Olga Tereschkowa | Kasachstan   | 53,36 s |
| 7     | Kia Davis        | Liberia      | 53,99 s |

### Vorlauf 6
16. August 2008, 12:45 Uhr
| Platz | Name                    | Nation                         | Zeit    |
| ----- | ----------------------- | ------------------------------ | ------- |
| 1     | Novlene Williams        | Jamaika                        | 51,52 s |
| 2     | Nicola Sanders          | Großbritannien                 | 51,81 s |
| 3     | Nwal Eljack             | Sudan                          | 52,77 s |
| 4     | Kineke Alexander        | St. Vincent und die Grenadinen | 52,87 s |
| 5     | Trish Bartholomew       | Grenada                        | 52,88 s |
| 6     | Tsholofelo Thipe        | Südafrika                      | 54,11 s |
| 7     | Klodiana Shala          | Albanien                       | 54,84 s |
| 8     | Batgereliin Möngöntuyaa | Mongolei                       | 58,14 s |

### Vorlauf 7
16. August 2008, 12:52 Uhr
Anmerkung:
Dieser Vorlauf ist im offiziellen Bericht nicht dezidiert aufgelistet. Die Resultate dazu sind der zusammenfassenden Übersicht des offiziellen Berichts sowie den Angaben bei Olympedia entnommen.
| Platz | Name                     | Nation    | Zeit    | Anmerkung                                               |
| ----- | ------------------------ | --------- | ------- | ------------------------------------------------------- |
| 1     | Shericka Williams        | Jamaika   | 50,57 s |                                                         |
| 2     | Racheal Nachula          | Sambia    | 51,62 s |                                                         |
| 3     | Joy Amechi Eze           | Nigeria   | 51,97 s |                                                         |
| 4     | Alissa Kallinikou        | Zypern    | 52,40 s |                                                         |
| 5     | Monika Bejnar            | Polen     | 52,80 s |                                                         |
| 6     | Sandrine Thiébaud-Kangni | Togo      | 54,16 s |                                                         |
| 7     | Temalangeni Dlamini      | Swasiland | 59,91 s |                                                         |
| DOP   | Tatjana Firowa           | Russland  | 50,59 s | für das Halbfinale qualifiziert, später disqualifiziert |

## Halbfinale
Aus den drei Halbfinalläufen qualifizierten sich die jeweils ersten beiden eines jeden Laufs (hellblau unterlegt) sowie die nächst folgenden zwei zeitschnellsten Athletinnen (hellgrün unterlegt) für das Finale.

### Lauf 1

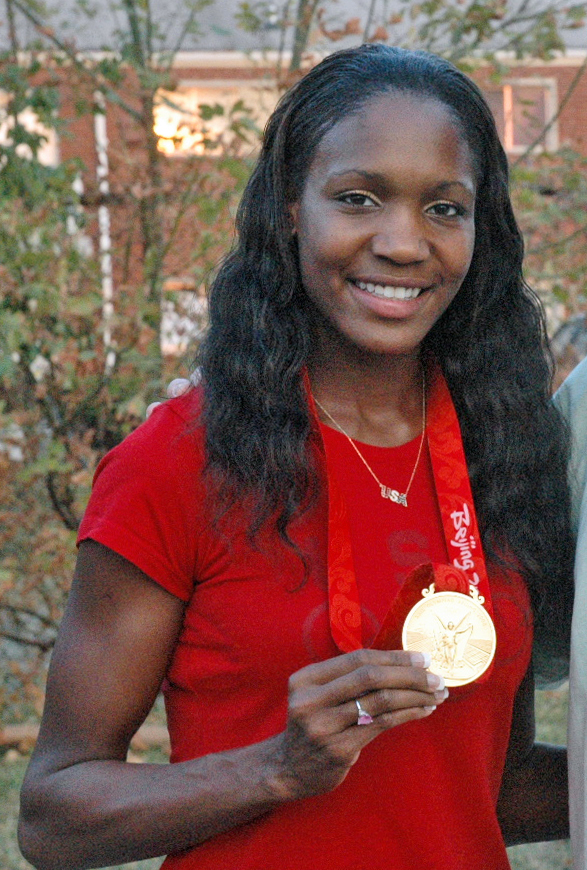
Mary Wineberg – ausgeschieden als Vierte des ersten Halbfinals
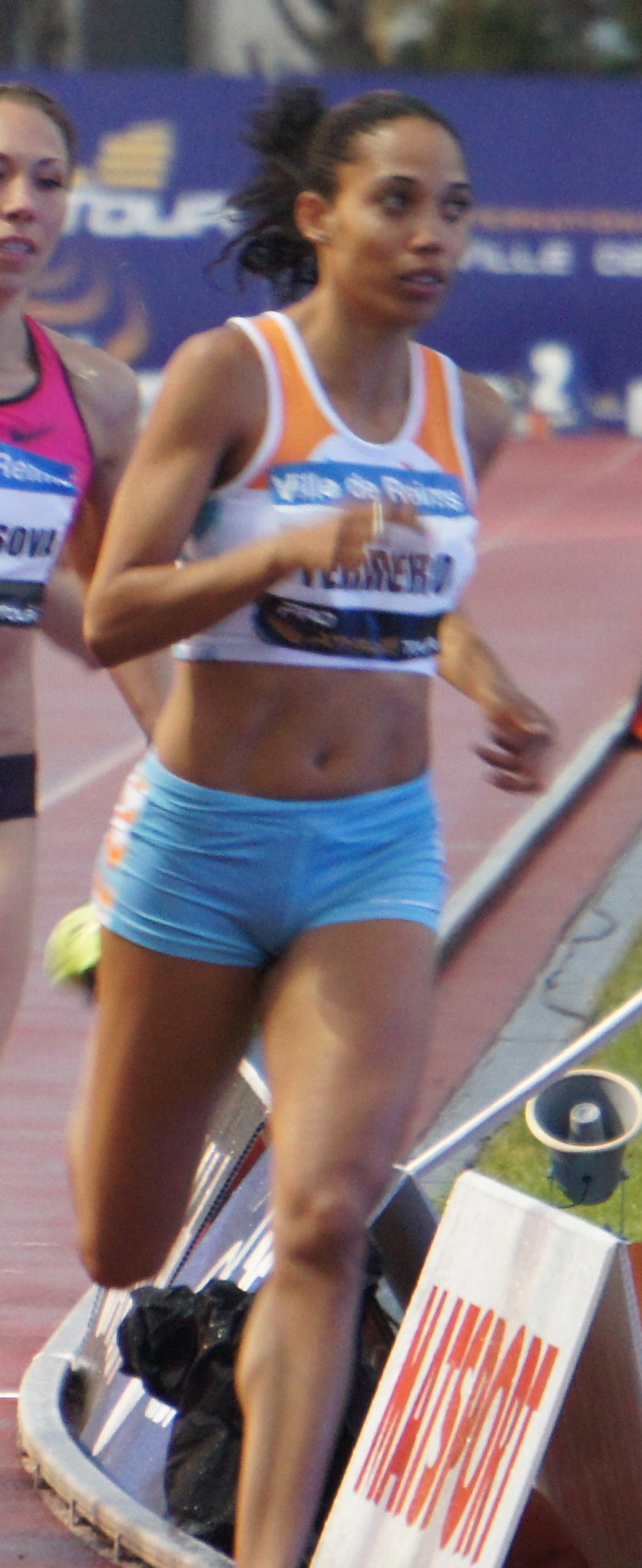
Indira Terrero – ausgeschieden als Fünfte des ersten Halbfinals
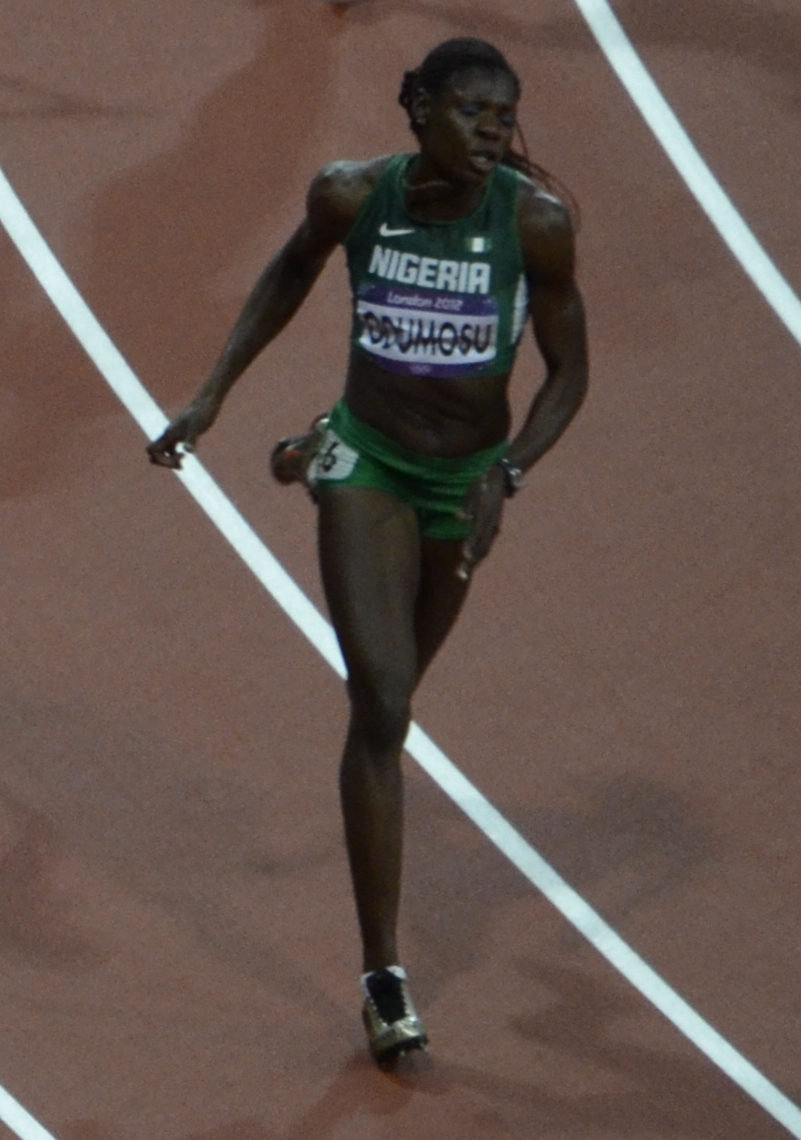
Muizat Ajoke Odumosu – ausgeschieden als Sechste des ersten Halbfinals

17. August 2008, 21:00 Uhr
| Platz | Name                 | Nation         | Zeit    | Anmerkung                                           |
| ----- | -------------------- | -------------- | ------- | --------------------------------------------------- |
| 1     | Christine Ohuruogu   | Großbritannien | 50,14 s |                                                     |
| 2     | Shericka Williams    | Jamaika        | 50,28 s |                                                     |
| 3     | Aliann Pompey        | Guyana         | 50,93 s | NRe                                                 |
| 4     | Mary Wineberg        | USA            | 51,13 s |                                                     |
| 5     | Indira Terrero       | Kuba           | 51,80 s |                                                     |
| 6     | Muizat Ajoke Odumosu | Nigeria        | 52,45 s |                                                     |
| 7     | Gabriela Medina      | Mexiko         | 52,97 s |                                                     |
| DOP   | Tatjana Firowa       | Russland       | 50,31 s | für das Finale qualifiziert, später disqualifiziert |

### Lauf 2

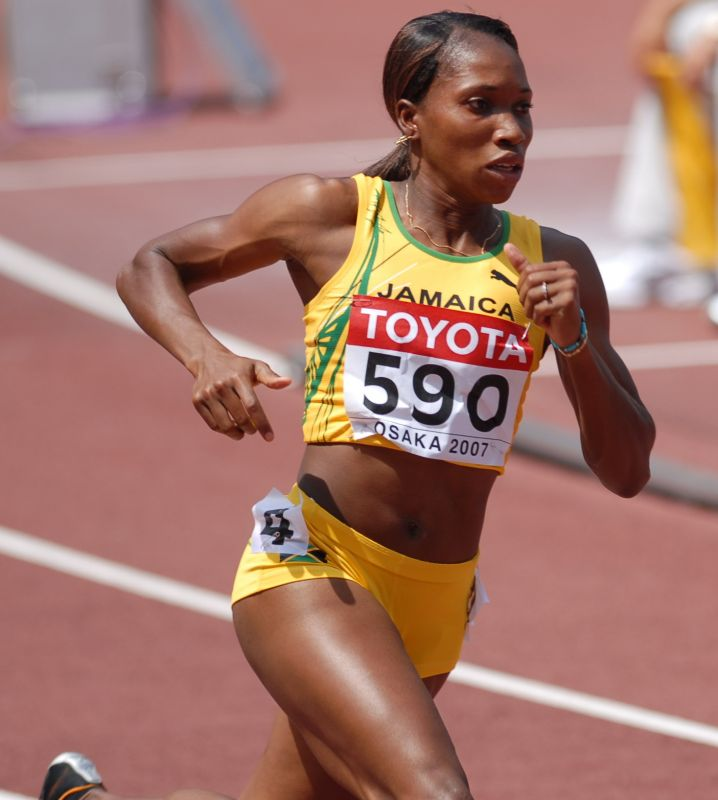
Novlene Williams hätte als Zweite des zweiten Halbfinals im Finale starten dürfen, was sich jedoch erst nach Disqualifikation der Dopingsünderin Anastassija Kapatschinskaja herausstellte
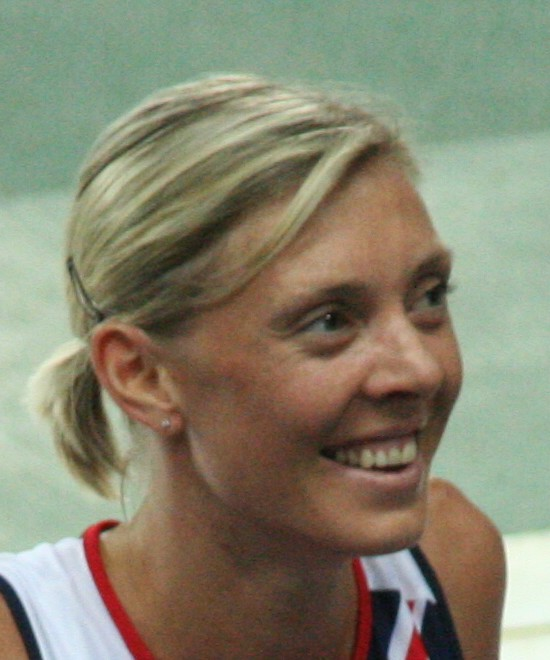
Lee McConnell – ausgeschieden als Fünfte des zweiten Halbfinals

17. August 2008, 21:07 Uhr
| Platz | Name                        | Nation         | Zeit    | Anmerkung                                           |
| ----- | --------------------------- | -------------- | ------- | --------------------------------------------------- |
| 1     | Sanya Richards              | USA            | 49,90 s |                                                     |
| 2     | Novlene Williams            | Jamaika        | 51,06 s | eigentlich für das Finale qualifiziert              |
| 3     | Christine Amertil           | Bahamas        | 51,31 s |                                                     |
| 4     | Joy Amechi Eze              | Nigeria        | 51,87 s |                                                     |
| 5     | Lee McConnell               | Großbritannien | 52,11 s |                                                     |
| 6     | Carline Muir                | Kanada         | 52,37 s |                                                     |
| 7     | Racheal Nachula             | Sambia         | 52,67 s |                                                     |
| DOP   | Anastassija Kapatschinskaja | Russland       | 50,30 s | für das Finale qualifiziert, später disqualifiziert |

### Lauf 3

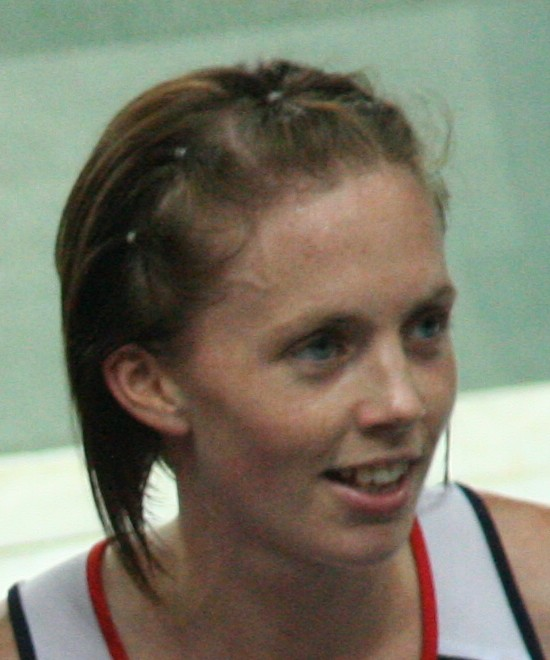
Nicola Sanders wurde Vierte im dritten Halbfinale und erreichte aufgrund der beiden beteiligten russischen Dopingbetrügerinnen nicht das Finale
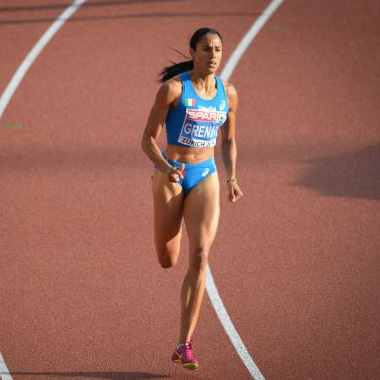
Libania Grenot – ausgeschieden mit italienischem Rekord als Fünfte des dritten Semifinals
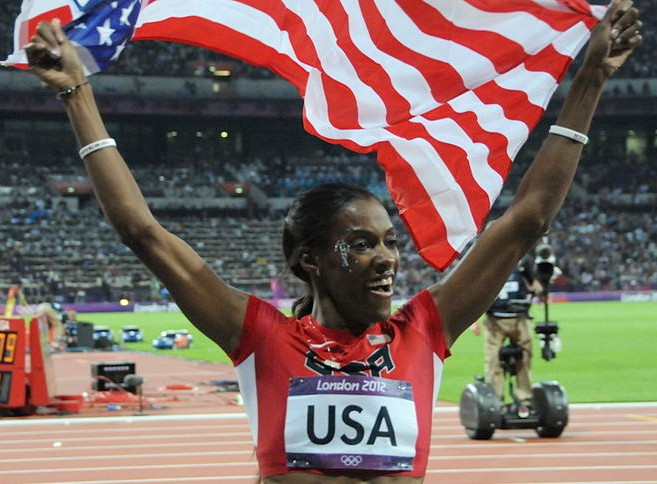
DeeDee Trotter (hier bei den Spielen 2012) – als Siebte des dritten Halbfinals nicht im Endlauf

17. August 2008, 21:14 Uhr
| Platz | Name                | Nation         | Zeit    | Anmerkung                              |
| ----- | ------------------- | -------------- | ------- | -------------------------------------- |
| 1     | Julija Guschtschina | Russland       | 50,48 s |                                        |
| 2     | Amantle Montsho     | Botswana       | 50,54 s |                                        |
| 3     | Rosemarie Whyte     | Jamaika        | 50,63 s |                                        |
| 4     | Nicola Sanders      | Großbritannien | 50,71 s | eigentlich für das Finale qualifiziert |
| 5     | Libania Grenot      | Italien        | 50,83 s | NR                                     |
| 6     | Folashade Abugan    | Nigeria        | 51,30 s |                                        |
| 7     | DeeDee Trotter      | USA            | 51,87 s |                                        |
| 8     | Nwal Eljack         | Sudan          | 54,18 s |                                        |

## Finale
19. August 2008, 22:10 Uhr
| Platz | Name                        | Nation         | Zeit    | Anmerkung |
| ----- | --------------------------- | -------------- | ------- | --------- |
| 1     | Christine Ohuruogu          | Großbritannien | 49,61 s |           |
| 2     | Shericka Williams           | Jamaika        | 49,69 s | PB        |
| 3     | Sanya Richards              | USA            | 49,93 s |           |
| 4     | Julija Guschtschina         | Russland       | 50,01 s | PB        |
| 5     | Rosemarie Whyte             | Jamaika        | 50,68 s |           |
| 6     | Amantle Montsho             | Botswana       | 51,18 s |           |
| DOP   | Anastassija Kapatschinskaja | Russland       | 50,03 s |           |
| DOP   | Tatjana Firowa              | Russland       | 50,11 s |           |

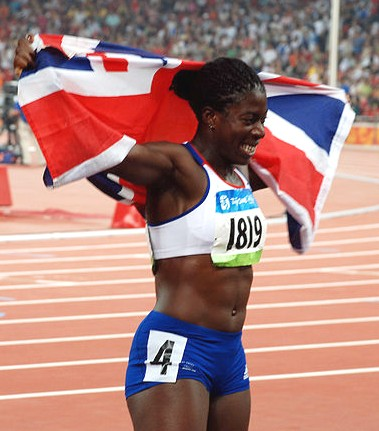
Ein Jahr nach WM-Gold nun auch
olympisches Gold für Christine Ohuruogu

Eine leichte Favoritenposition hatte die britische Weltmeisterin Christine Ohuruogu. Konkurrentinnen waren ihre Landsfrau Nicola Sanders, im letzten Jahr als Vizeweltmeisterin nur hauchdünn geschlagen von Ohuruogu, die WM-Dritte Novlene Williams aus Jamaika, die US-amerikanische Vizeweltmeisterin von 2005 Sanya Richards und die Mexikanerin Ana Guevara als WM-Dritte von 2005 und WM-Vierte von 2007. Von den genannten Favoritinnen erreichten allerdings Sanders, Williams und Guevara nicht das Finale, wobei Sanders und Williams nur durch den Dopingbetrug zweier Russinnen – siehe oben Abschnitt "Doping" – im Halbfinale ausgeschieden waren.
Im Finale standen sich zwei Jamaikanerinnen sowie je eine Läuferin aus Botswana, Großbritannien, Russland und den Vereinigten Staaten gegenüber. Außerdem waren die beiden später wegen Dopingbetrugs disqualifizierten Russinnen Anastassija Kapatschinskaja und Tatjana Firowa dabei.
Richards ging das Rennen sehr schnell an. Sie lag vorn und kam mit einer deutlichen Führung auf die Zielgerade. Hinter ihr war die Russin Julija Guschtschina Zweite. Mit etwas Abstand folgte Ohuruogu vor der Jamaikanerin Shericka Williams. Doch der führenden US-Amerikanerin gingen nun die Kräfte aus und auch Guschtschina konnte ihre Position nicht halten. Von hinten zog zunächst Ohuruogu mit ihrem großen Stehvermögen vorbei an die Spitze. Dann flog auch Shericka Williams mit einem sehr guten Finish noch heran. Doch Christine Ohuruogus Vorsprung war zu groß, nach ihrem Weltmeistertitel gewann sie nun auch die olympische Goldmedaille vor Shericka Williams. Sanya Richards rettete Bronze ins Ziel vor Julija Guschtschina. Die Ränge fünf und sechs gingen zunächst an die beiden später disqualifizierten Russinen. Im tatsächlichen Endresultat belegten die Jamaikanerin Rosemarie Whyte und Amantle Montsho aus Botswana in dieser Reihenfolge die Plätze fünf und sechs.

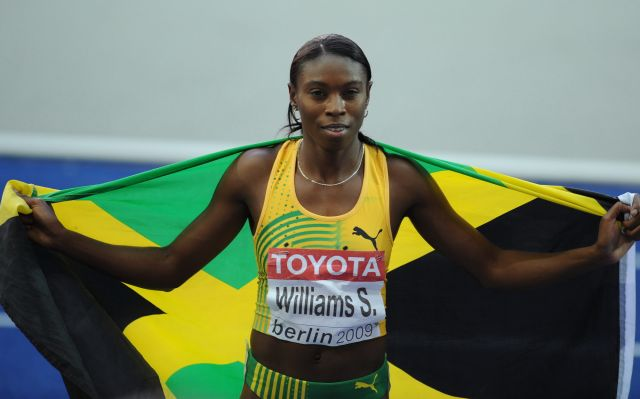
Silbermedaillengewinnerin Shericka Williams
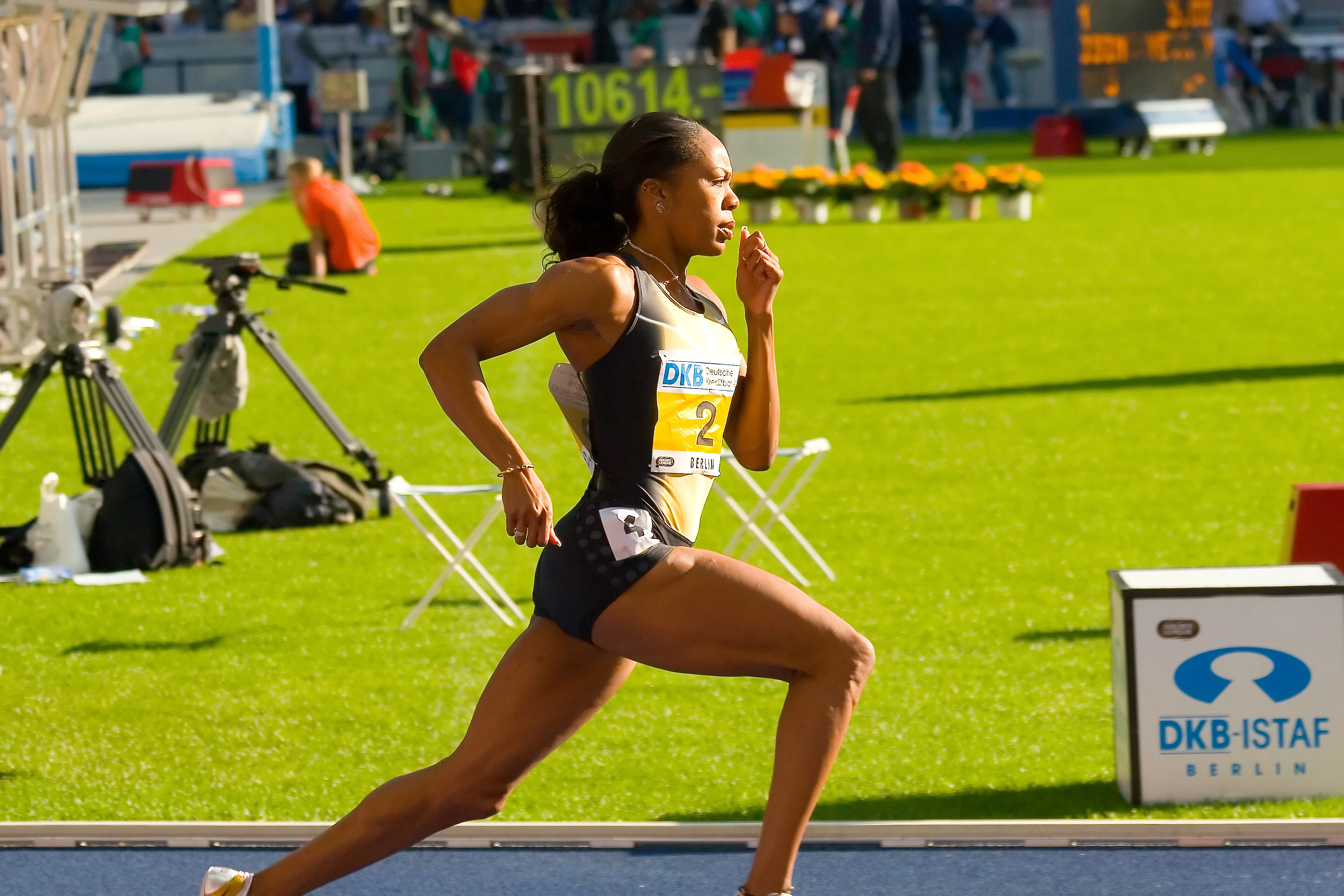
Bronzemedaillengewinnerin Sanya Richards
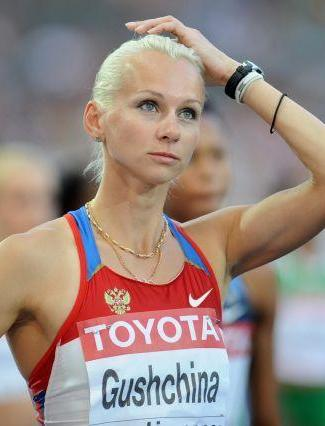
Die Olympiavierte Julija Guschtschina

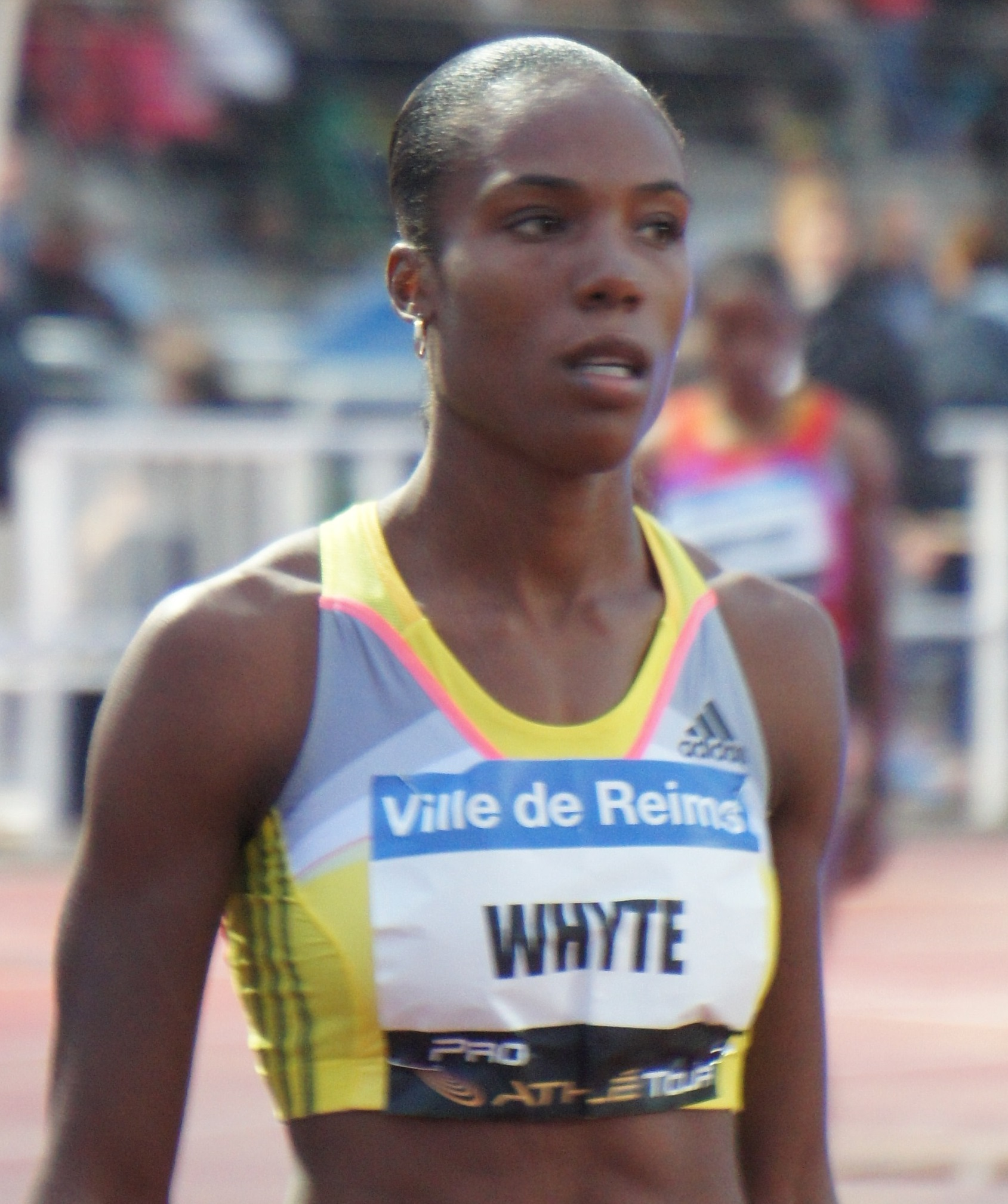
Rosemarie Whyte belegte Rang fünf
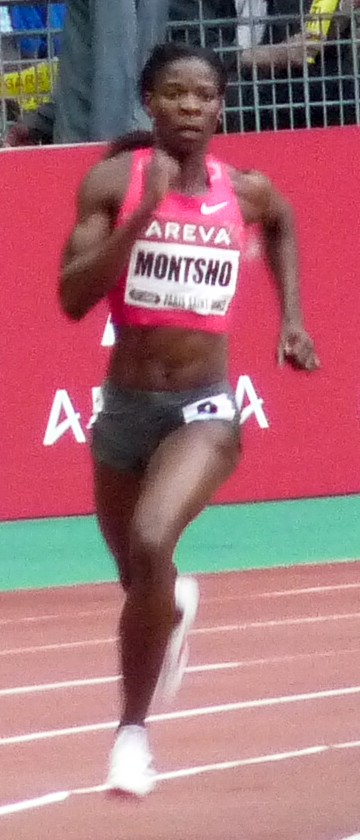
Amantle Montsho wurde Olympiasechste
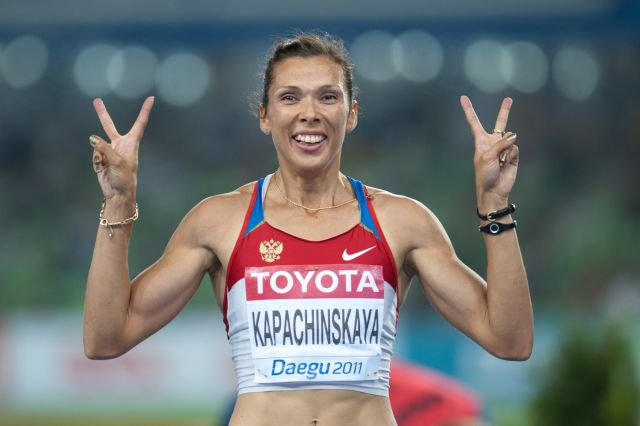
Anastassija Kapatschinskaja – als Dopingsünderin entlarvt und  disqualifiziert
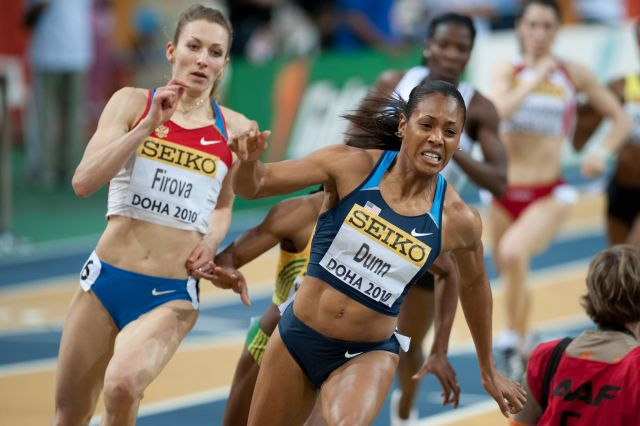
Tatjana Firowa (links, im Jahr 2010) wurde wegen Dopingbetrugs disqualifiziert

## Video
- 2008 Beijing Olympic Games Womens 400m Final, youtube.com, abgerufen am 12. März 2022